# گئورگی شنیکوف
گئورگی شنیکوف (روسی: Георгий Михайлович Щенников؛ زاده ۲۷ آوریل ۱۹۹۱) یک بازیکن فوتبال اهل روسیه است.
وی همچنین در تیم ملی فوتبال روسیه بازی کرده‌است.